# Prodysderina armata
Prodysderina armata là một loài nhện trong họ Oonopidae.
Loài này thuộc chi Prodysderina. Prodysderina armata được Eugène Simon miêu tả năm 1891.